# Volkswagen Challenger 2007
Il Volkswagen Challenger 2007 è stato un torneo di tennis facente parte della categoria ATP Challenger Series nell'ambito dell'ATP Challenger Series 2007. Il torneo si è giocato a Wolfsburg in Germania dal 26 al 4 marzo 2007 su campi in sintetico indoor e aveva un montepremi di $25 000.

## Vincitori

### Singolare
Robin Haase ha battuto in finale  Daniel Brands con il punteggio di 6–2, 3–6, 6–1

### Doppio
Alexander Peya /  Lars Übel hanno battuto in finale  Joshua Goodall /  Michal Mertiňák con il punteggio di 6–4, 6–4